# Boucardicus delicatus
Boucardicus delicatus és una espècie de caragol terrestre pertanyent a la família Cyclophoridae. Va ser descrit pels malacòlegs Kenneth C. Emberton i Timothy A. Pearce el 1999. Li van donar l'epítet delicatus per mor de la conquilla molt fina i fràgil.
Viu a la selva pluvial primària a Madagascar a la província de Tulear, als monts Ilapiry i Vasiha a 200-400 d'altitud, però no a la cadena nord de Vohimena i a Andohahela entre 430 i 1.600 d'"altiduc, però no al coll Beampingaratra. Només va ser aboservat a les cadenes Anosy i Vohimena.
Pateix la pèrdua del seu hàbitat natural i es considera en perill segons la classificació de la Llista Vermella de la UICN.